# Salvem el món
Salvem el món је песма која представља Андору на такмичењу за Песму Евровизије 2007. у извођењу Анонимуса. Песма је изведена на енглеском и каталонском језику. Написали су је Ники Франческа, Гијем Гаљего и Алехандро Мартинез.
Песма је изведена на 21. месту у полуфиналу такмичења, не успева да уђе у финале.